# Грузьке (Гайсинський район)
Гру́зьке — село в Україні, у Краснопільській сільській громаді Гайсинського району Вінницької області. Розташоване за 27 км на південний схід від міста Гайсин. Населення становить 601 особу (станом на 1 січня 2015 р.).

## Історія
7 (20) листопада 1917 року, відповідно до Третього Універсалу Української Центральної Ради, увійшло до складу Української Народної Республіки.

## Галерея

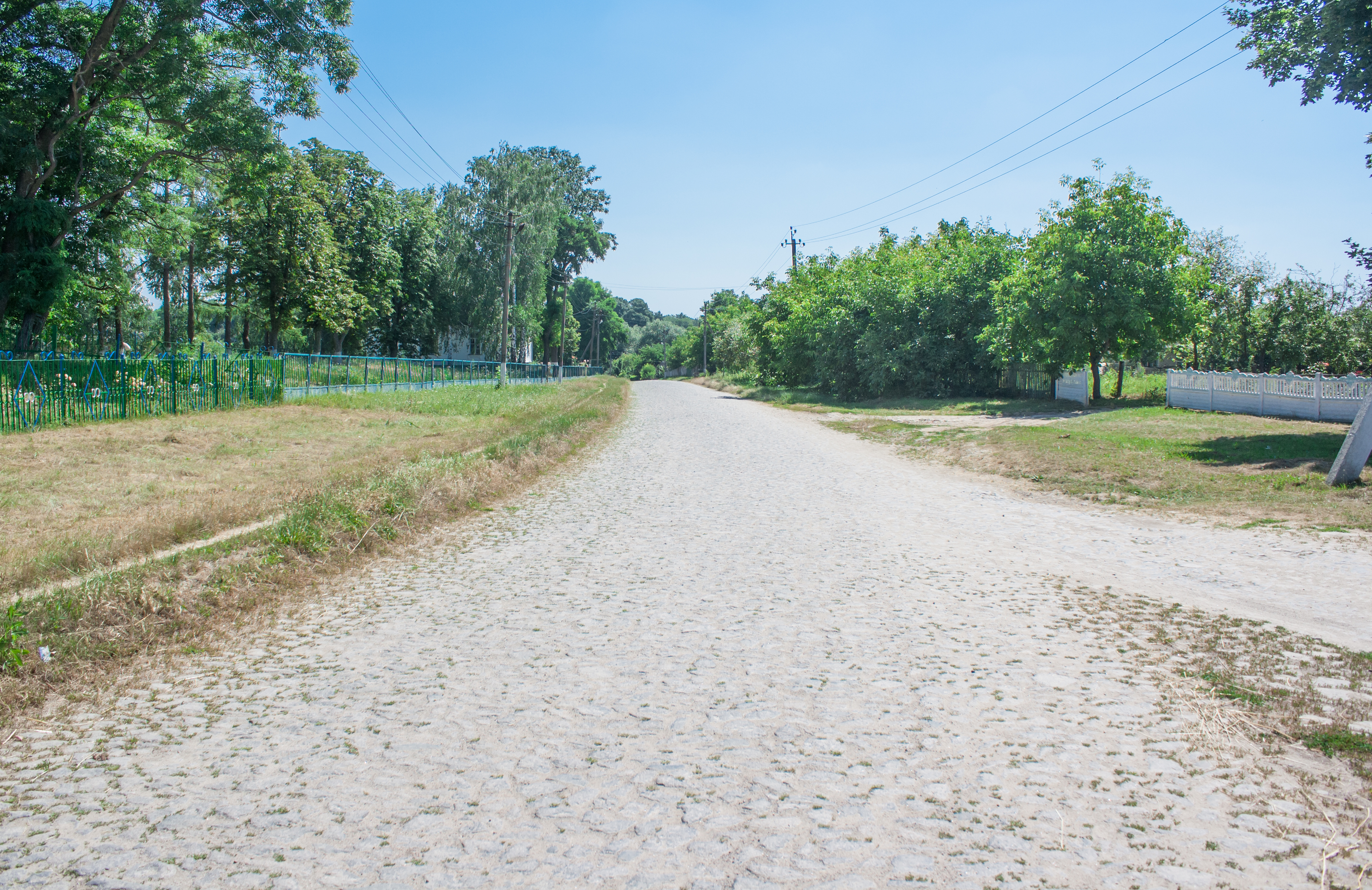
Вулиця Першотравнева
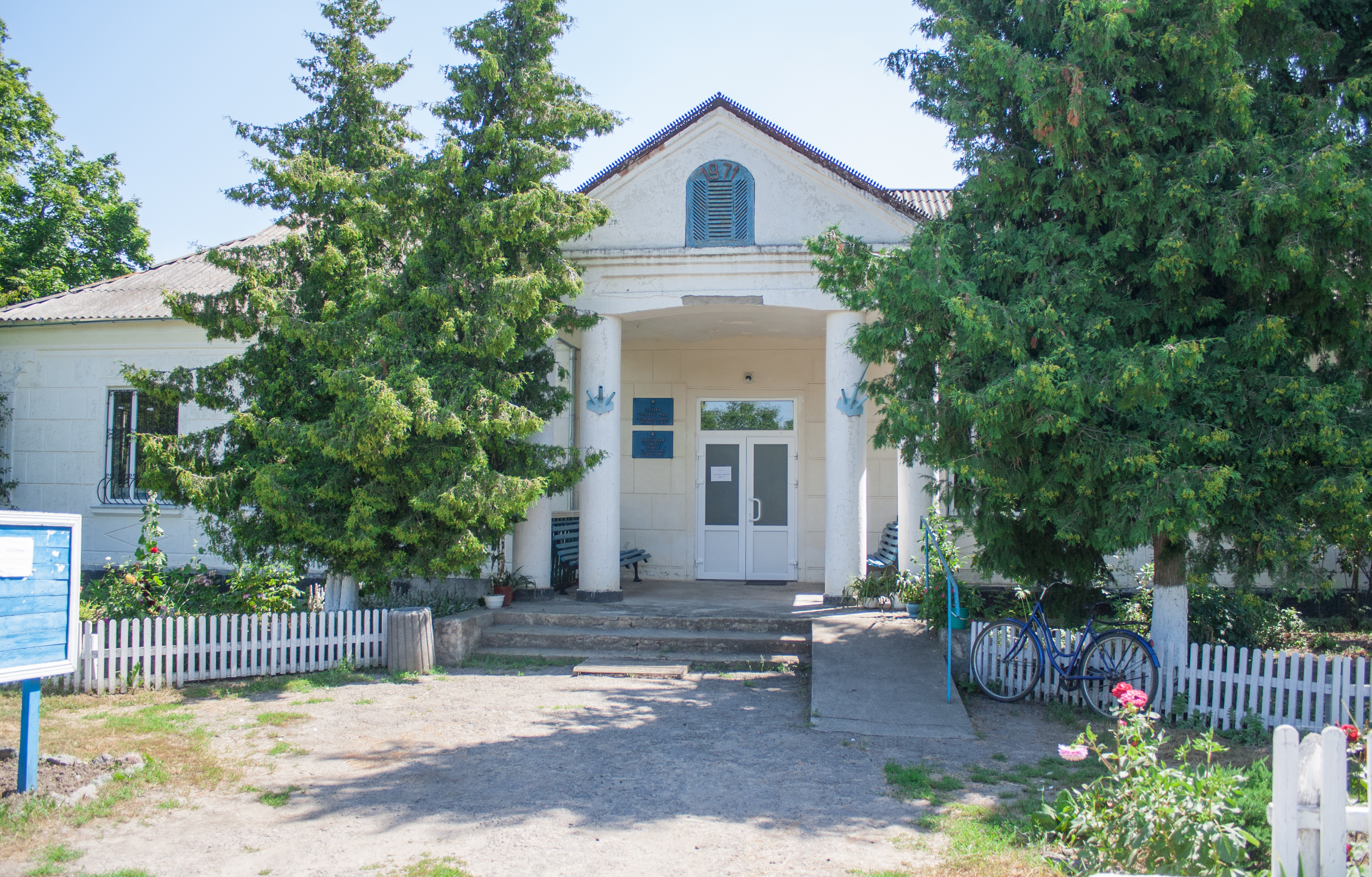
Сільська рада
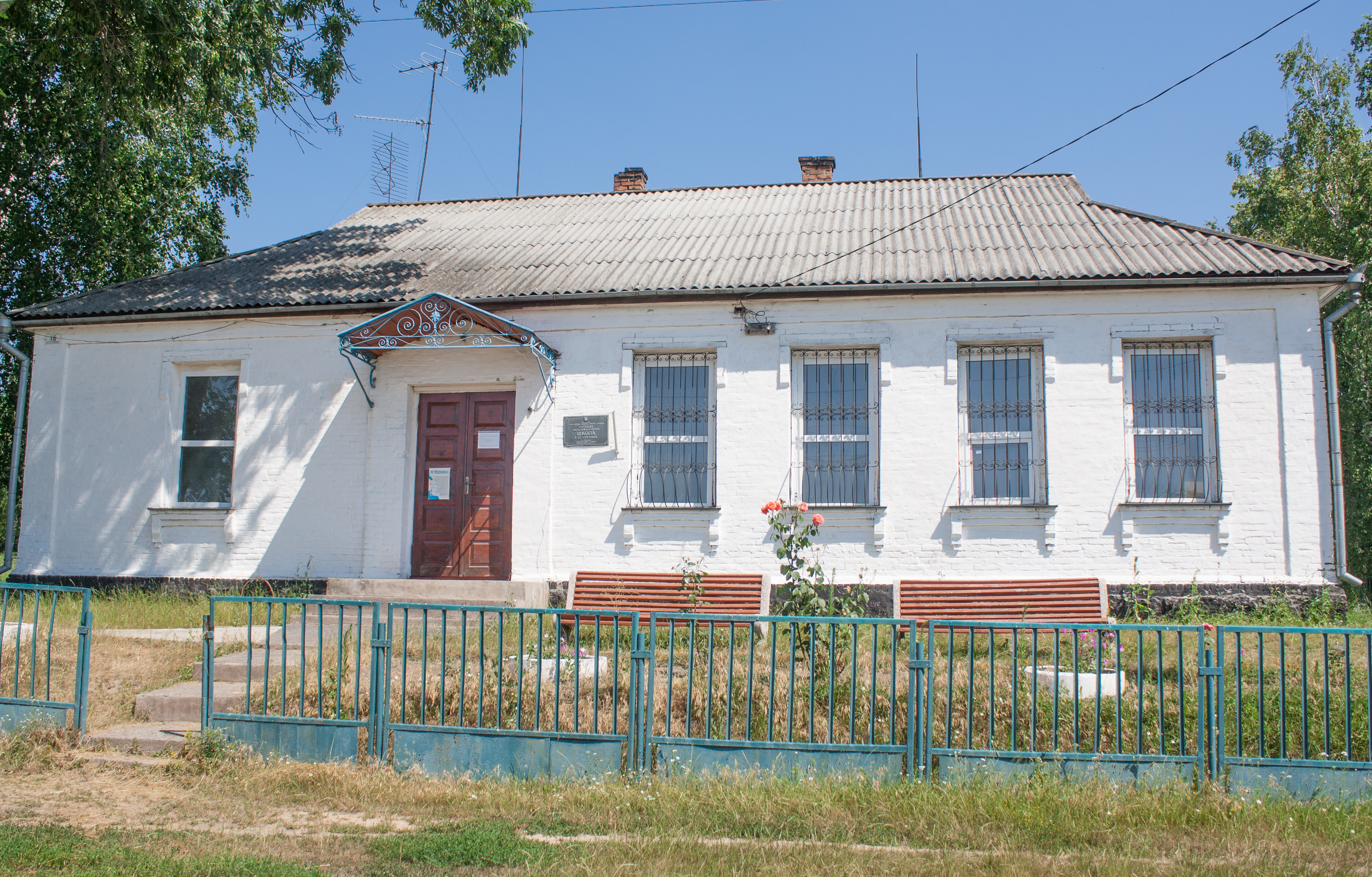
Школа
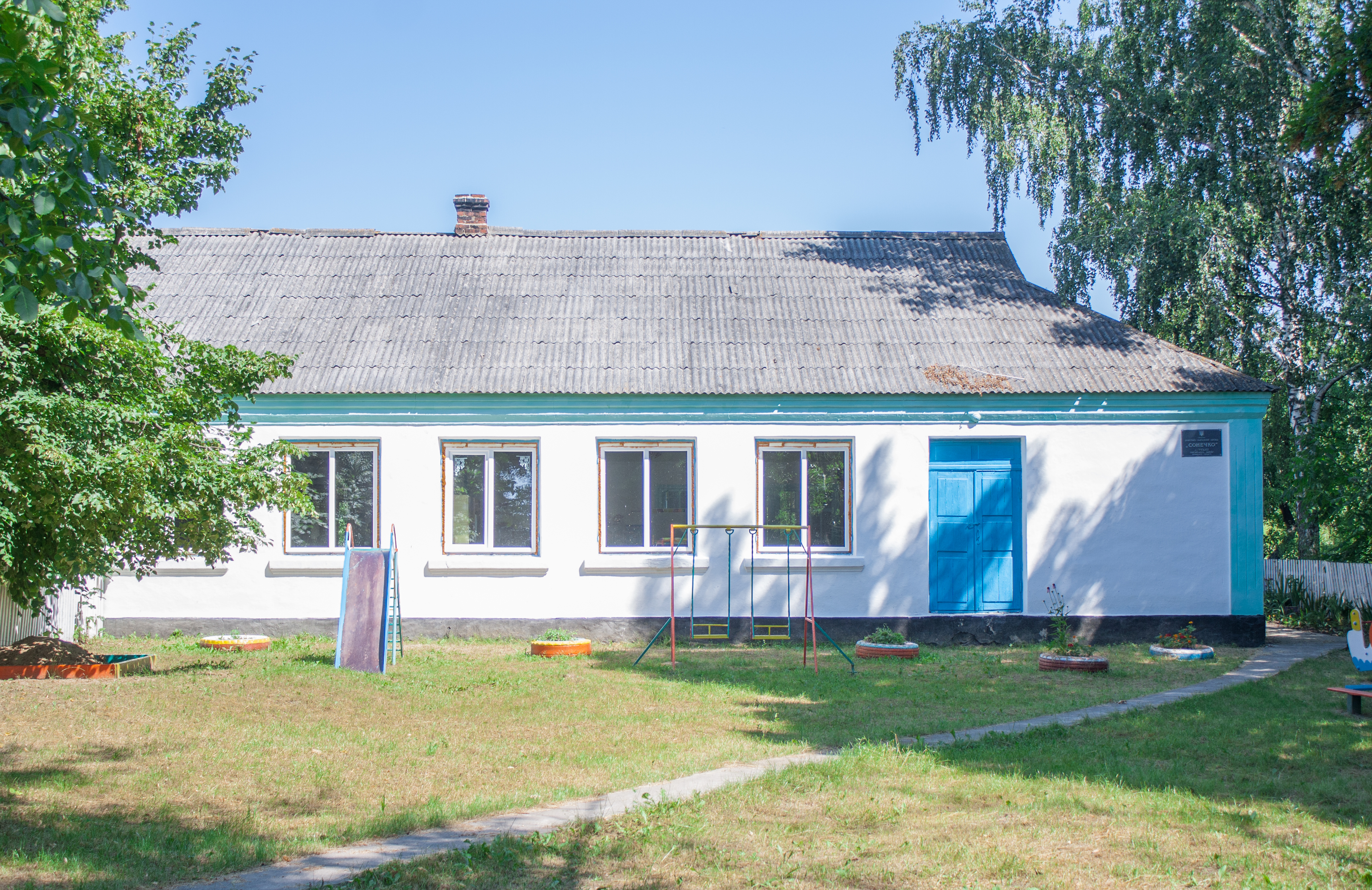
Дитсадок
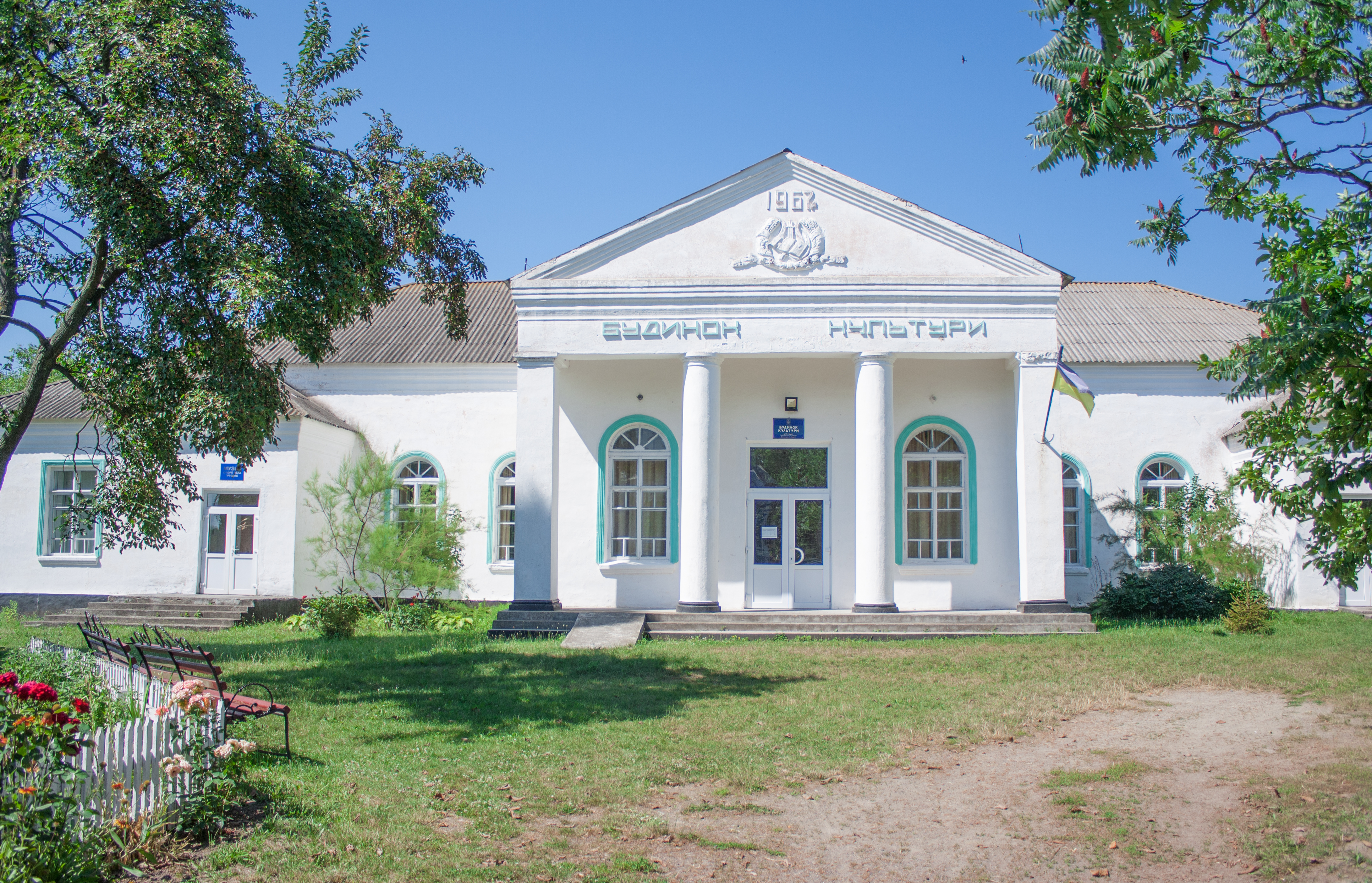
Будинок культури
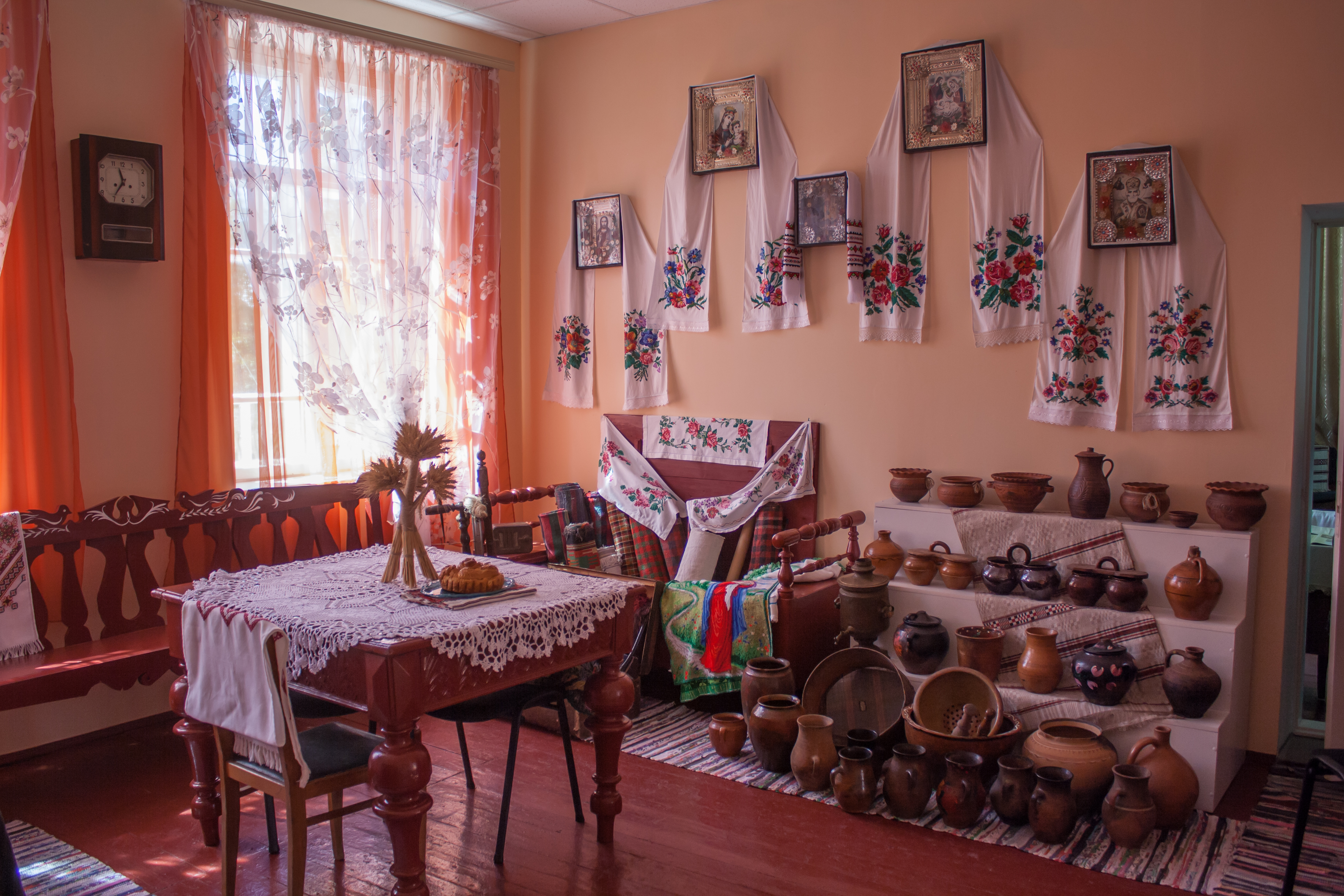
Музей історії села
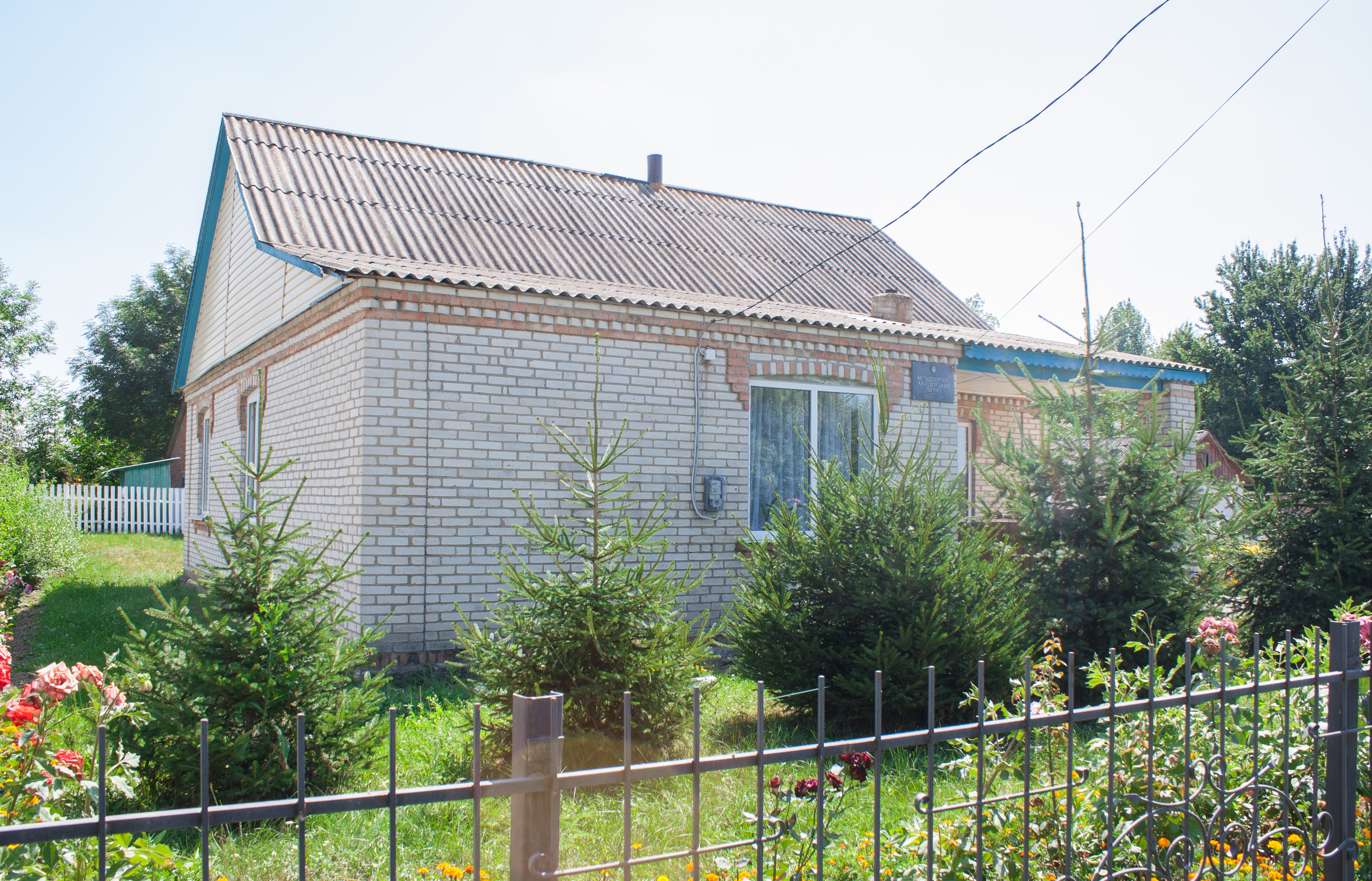
ФАП
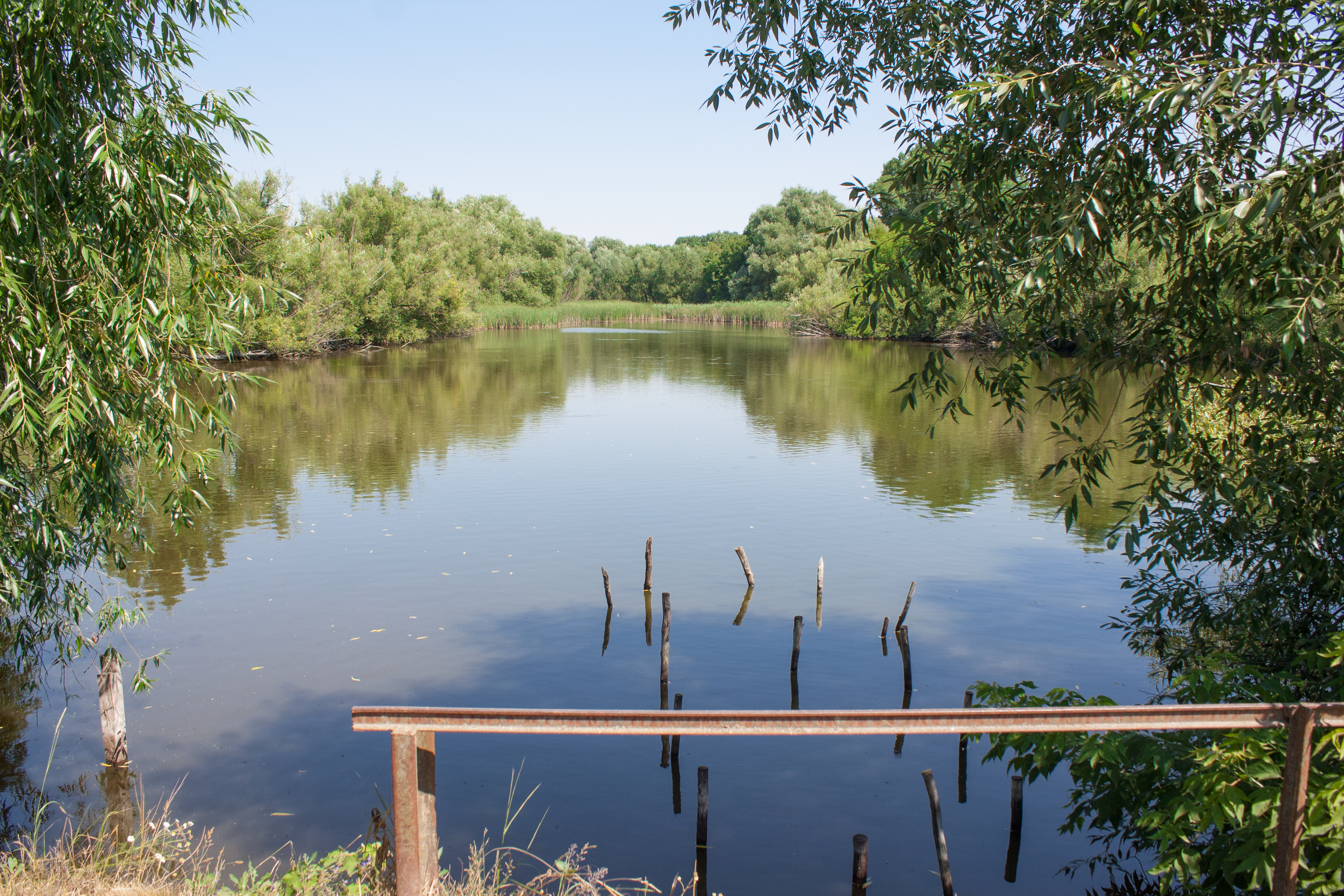
Ставок
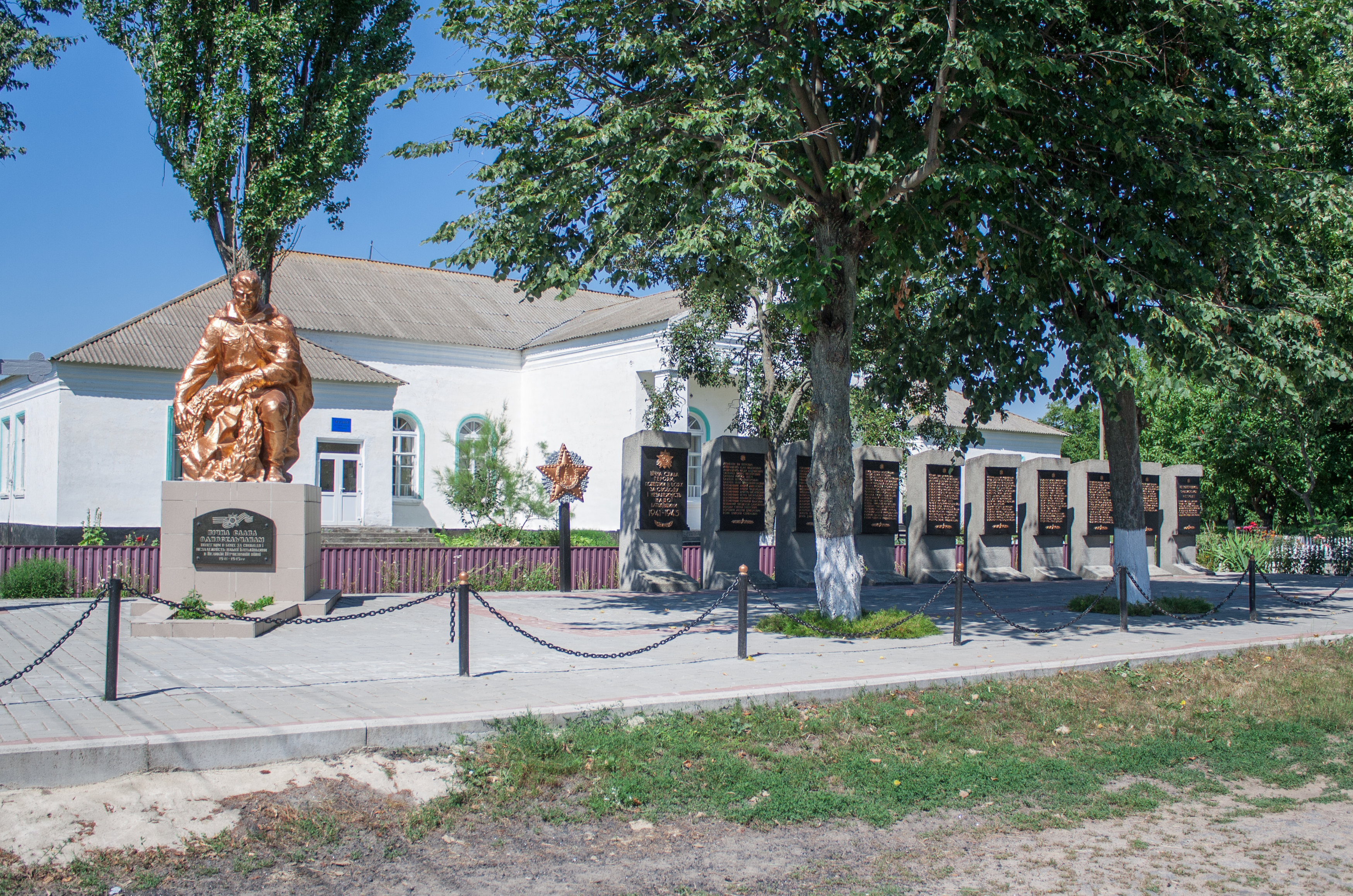
Пам'ятник воїнам-односельчанам
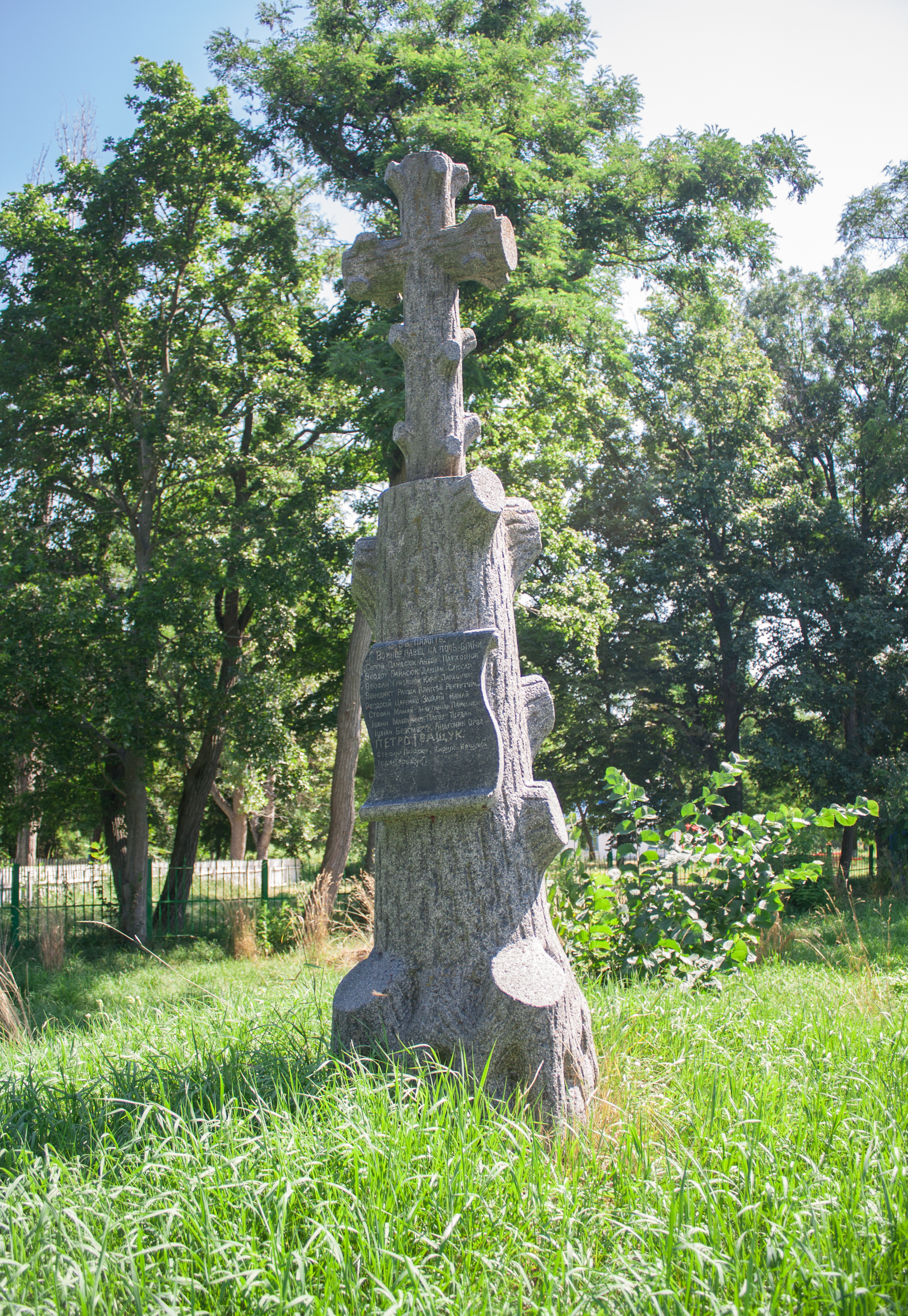
Пам'ятник воїнам-односельчанам, загиблим в I–й світовій війні